# Toxicocalamus
Toxicocalamus – rodzaj jadowitych węży z rodziny zdradnicowatych (Elapidae).

## Zasięg występowania
Rodzaj obejmuje gatunki występujące na Nowej Gwinei, Wyspach d’Entrecasteaux i Luizjadach. 

## Systematyka

### Etymologia
- Toxicocalamus: gr. τοξικος toxicos „trucizna do zatruwania strzał”, od τοξον toxon „łuk”[9]; καλαμος kalamos „trzcina”[10].
- Apistocalamus: gr. απιστος apistos „wiarołomny, fałszywy”[11]; καλαμος kalamos „trzcina”[10]. Gatunek typowy: Apistocalamus loriae Boulenger, 1898.
- Pseudapistocalamus: gr. ψευδος pseudos „fałszywy”[12]; rodzaj Apistocalamus Boulenger, 1897. Gatunek typowy: Pseadapistocalamus nymani Lönnberg, 1900 (= Apistocalamus loriae Boulenger, 1898).
- Ultrocalamus: łac. ultra „dalej, poza”[13]; calamus „trzcina”, od gr. καλαμος kalamos „trzcina”[10]. Gatunek typowy: Ultrocalamus preussi Sternfeld, 1913.

### Podział systematyczny
Do rodzaju należą następujące gatunki:

- Toxicocalamus atratus Kraus, Kaiser & O’Shea, 2022
- Toxicocalamus buergersi (Sternfeld, 1913)
- Toxicocalamus cratermontanus Kraus, 2017
- Toxicocalamus ernstmayri O’Shea, Parker & Kaiser, 2015
- Toxicocalamus goodenoughensis Roberts & Austin, 2020
- Toxicocalamus grandis (Boulenger, 1914)
- Toxicocalamus holopelturus McDowell, 1969
- Toxicocalamus lamingtoni (Kinghorn, 1928)
- Toxicocalamus loennbergii (Boulenger, 1908)
- Toxicocalamus longhagen Roberts, Iova & Austin, 2022
- Toxicocalamus longissimus Boulenger, 1896
- Toxicocalamus loriae (Boulenger, 1898)
- Toxicocalamus mattisoni Kraus, 2020
- Toxicocalamus mintoni Kraus, 2009
- Toxicocalamus misimae McDowell, 1969
- Toxicocalamus nigrescens Kraus, 2017
- Toxicocalamus nymani (Lönnberg, 1900)
- Toxicocalamus pachysomus Kraus, 2009
- Toxicocalamus preussi (Sternfeld, 1913)
- Toxicocalamus pumehanae O’Shea, Allison & Kaiser, 2018
- Toxicocalamus spilolepidotus McDowell, 1969
- Toxicocalamus spilorhynchus Kraus, Kaiser & O’Shea, 2022
- Toxicocalamus stanleyanus Boulenger, 1903
- Toxicocalamus vertebralis Kraus, Kaiser & O’Shea, 2022